# Razbor pri Čemšeniku
Razbor pri Čemšeniku este o localitate din comuna Zagorje ob Savi, Slovenia, cu o populație de 53 de locuitori.